# Jang Hyuk (taekwondo)
Jang Hyuk es un deportista surcoreano que compitió en taekwondo. Ganó dos medallas de oro en el Campeonato Mundial de Taekwondo, en los años 1989 y 1991.

## Palmarés internacional
| Campeonato Mundial | Campeonato Mundial   | Campeonato Mundial | Campeonato Mundial |
| Año                | Lugar                | Medalla            | Categoría          |
| ------------------ | -------------------- | ------------------ | ------------------ |
| 1989               | Seúl (Corea del Sur) | Medalla de oro     | –64 kg             |
| 1991               | Atenas (Grecia)      | Medalla de oro     | –64 kg             |